# Saint-Georges-de-Commiers
Saint-Georges-de-Commiers este o comună în departamentul Isère din sud-estul Franței. În 2009 avea o populație de 2.060 de locuitori.

## Evoluția populației
| An        | 1975 | 1982  | 1990  | 1999  | 2006  | 2009  |
| --------- | ---- | ----- | ----- | ----- | ----- | ----- |
| Populație | 892  | 1.276 | 1.679 | 1.887 | 1.990 | 2.060 |